# 술래잡기 (비디오 게임)
《술래잡기》(鬼ごっこ, 오니-코꼬!)는 alcot의 2011년 작 어덜트 게임이다.

## 등장인물
- 모모타로
- 킨타로
- 일촌법사
- 오토히메
- 우라베 케이스케 : 본작의 주인공.
- 우라베 아오이 : 주인공의 여동생.
- 이누카이 마키
- 우라베 아쿠지

## 같이 보기
- 모모타로